# Коюка-де-Бенитес
Коюка-де-Бенитес (исп. Coyuca de Benítez) — город в муниципалитете Коюка-де-Бенитес Мексике, входит в штат Герреро. Население 12 445 человек.